# Bewertungswahl
Die Bewertungswahl (englisch Range voting) ist ein Wahlsystem, bei der einzelne Alternativen (Kandidaten) mit Punkten aus einem vorgegebenen Intervall, zum Beispiel 0 bis 99, 1 bis 10, −5 bis +5, oder mit Schulnoten bewertet werden. Die vergebenen Punkte (Noten) werden dann gemittelt. Die Alternative mit der durchschnittlich besten Note gewinnt.
Eine Bewertungswahl ist ein besonders allgemeines und ausdrucksstarkes Wahlverfahren, da ein Wähler jeden Kandidaten unabhängig von den anderen Bewerbern bewertet. Gleichzeitig ist die Bewertungswahl ein sehr leicht verständliches, intuitives und paradoxienfreies System. Insbesondere kann die Bewertung eines Kandidaten nicht die relative Platzierung der anderen beeinflussen. Die Bewertungswahl ist von einer Vorzugswahl zu unterscheiden.
Die Bewertungen durch eine Jury in vielen sportlichen Disziplinen erfolgen mittels einer Bewertungswahl.

## Beschreibung der Wahlmethode
Die Ermittlung des Wahlsiegers mittels Bewertungswahl erfolgt in drei Schritten: Zuerst erfolgt die Bewertung der Kandidaten durch die Wähler; hierauf folgt für jeden Kandidaten die Ermittlung der gesellschaftlichen Bewertung, d. h. die Bewertungen aller Wähler werden zu einer Bewertung zusammengefasst. Schließlich werden die Kandidaten entsprechend ihrer Bewertungen in eine Reihenfolge gebracht.

### Stimmabgabe

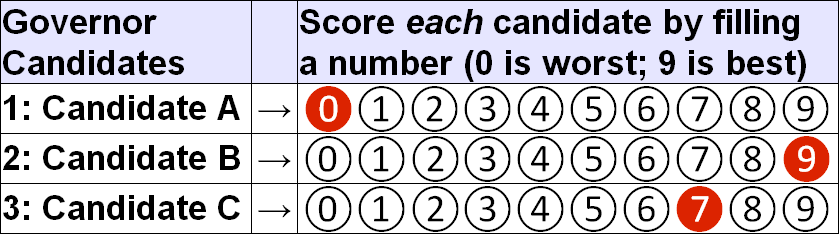
Beispiel für einen Bewertungs-Stimmzettel

Jeder Wähler bewertet alle Kandidaten unabhängig voneinander und wählt dafür zur Bewertung aus einer Skala von möglichen Werten, beispielsweise die natürlichen Zahlen von 0 bis 9. Dabei können Zahlen mehrfach vergeben werden und natürlich muss nicht jede Zahl Verwendung finden. Es ist auch erlaubt, einzelnen Kandidaten gar keine Note zu geben.

### Kandidaten-Ergebnisse
Es gibt verschiedene Varianten der Bewertungswahl zur Ermittlung des Ergebnisses für jeden Kandidaten:
- Durchschnitt: Jedem Kandidaten wird der Durchschnitt der auf ihn abgegebenen Bewertungen zugewiesen.
- Summe: Jedem Kandidaten wird die Summe der auf ihn abgegebenen Bewertungen zugewiesen.

Bemerkung: Haben alle Wähler alle Kandidaten bewertet, so liefern beide Varianten dasselbe Ergebnis. Die beiden Varianten unterscheiden sich also nur dann, wenn nicht jeder Wähler jeden Kandidaten bewertet hat:
- Bei der Durchschnittsvariante werden unentschiedene Wähler ignoriert, d. h., einen Kandidaten nicht zu bewerten ist, wie ihm den Durchschnittswert zu geben.
- Bei der Summenvariante werden nicht vorliegende Bewertungen nicht aufsummiert, d. h., einen Kandidaten nicht zu bewerten ist, wie ihm eine 0 zu geben.

Kombinationen sind ebenfalls möglich: So schlägt etwa das amerikanische „Center for Range Voting“ die Durchschnittsvariante vor, wobei aber alle Kandidaten, deren Summe weniger als die Hälfte der höchsten von einem Kandidaten erzielten Summe beträgt, ausgeschlossen werden. Dadurch wird verhindert, dass wenig bekannte, aber von ihren eigenen Anhängern fanatisch unterstützte, somit vermutlich extremistische Kandidaten die Wahl gewinnen können. Dies ist bei Verwendung der Durchschnittsvariante insbesondere dann eine zwingende Notwendigkeit, wenn Wähler, wie bei vielen amerikanischen Wahlen gesetzlich vorgeschrieben, die Möglichkeit haben, einen auf dem Wahlzettel nicht auftauchenden Kandidaten handschriftlich einzutragen. Ohne eine derartige (oder ähnliche) Regel könnte jemand sich einfach selbst eintragen und sich selbst die höchste Punktzahl geben. Da vermutlich niemand anders diese Person auf dem Wahlzettel hat, würde er auch den höchstmöglichen Durchschnitt erhalten und damit die Wahl gewinnen.

### Sieger
Der Kandidat mit dem höchsten Ergebnis ist der Sieger.
Betrachtet man die für einen Kandidaten abgegebenen Bewertungen als Maß der Zufriedenheit, die ein Wähler mit einem Kandidaten hat, so wählt die Bewertungswahl denjenigen Kandidaten als Sieger, der die höchste gesellschaftliche Zufriedenheit repräsentiert.

## Beispiel
Betrachte eine Wahl mit vier Kandidaten R, C, P und I und den folgenden Bewertungen durch die 10 Wähler:
|              | Bewertungen | Bewertungen | Bewertungen | Bewertungen |
| # der Wähler | R           | C           | P           | I           |
| ------------ | ----------- | ----------- | ----------- | ----------- |
| 4            | 6           | 7           | 10          | 0           |
| 3            | 8           | 4           | 2           | 9           |
| 2            | 9           | 10          | 1           | 2           |
| 1            | 10          | 3           | 3           | 5           |
| Schnitt      | 7,6         | 6,3         | 5,1         | 3,6         |

Mit der Bewertungswahl würde also Kandidat R gewinnen, da er den besten Schnitt von 7,6 erreicht – auch wenn er unter allen Kandidaten von der geringsten Zahl der Abstimmenden (nämlich nur einem) als Bester bewertet wurde.
Bemerkungen:
- Unter Instant-Runoff-Voting würde der im Durchschnitt unbeliebteste Kandidat I gewinnen, da bei der Streichung die hinteren Präferenzen ignoriert werden (Later-no-harm-Kriterium), wodurch erst der im Durchschnitt beliebteste Kandidat R und danach der zweit-beliebteste Kandidat C gestrichen werden und die Stimmen jeweils an I wandern.
- Verwendet man die relative Mehrheitswahl, so würde Kandidat P gewinnen, da er von 4 Wählern die Erstpräferenz wäre, während keiner der anderen Kandidaten von mehr als 3 Kandidaten die Erstpräferenz ist. Bei den anderen 6 Wählern genießt Kandidat P aber nur sehr geringes Ansehen und würde sowohl mit Condorcet-Methoden als auch der Bewertungswahl daher verlieren.
- Mit einer Condorcet-Methode würde Kandidat C gewinnen, da er gegen jeden anderen Kandidaten von 6 Wählern bevorzugt wird. Da aber die 4 Wähler, die R gegenüber C bevorzugen, R gegenüber C deutlich vorziehen, während die 6, welche C gegenüber R bevorzugen, beide Kandidaten nahezu identisch bewerten, gewinnt in der Bewertungswahl Kandidat R.

## Eigenschaften
Dieses Wahlverfahren erfüllt die meisten bekannten Wahlsystemkriterien, insbesondere Diktaturfreiheit, Vollständigkeit, Unabhängigkeit von irrelevanten Alternativen und das schwache Pareto-Prinzip.
Die Bewertungswahl verletzt daher scheinbar das Arrow-Theorem, das die Existenz eines rangbildenden Wahlverfahrens ausschließt, welches diese Kriterien erfüllt. Dieser Effekt entsteht dadurch, dass das Arrow-Theorem nur für rangbildende Wahlverfahren gilt (also Verfahren, bei denen Kandidaten durch Wähler in eine Reihenfolge gebracht werden), nicht aber für absolute Bewertungen (also Verfahren, bei denen Wähler jeden Kandidaten unabhängig von den anderen bewerten).
Des Weiteren erfüllt die Bewertungswahl die Unabhängigkeit von Klon-Alternativen, das Konsistenzkriterium, das Partizipationskriterium, das Transitivitätskriterium, das Favorite betrayal-Kriterium, das Resolvability-Kriterium und das Reversal symmetry-Kriterium.
Das Condorcet-Kriterium, das Condorcet-Verlierer-Kriterium sowie das Majoritätskriterium sind nicht erfüllt. Da die Bewertungswahl jedoch erlaubt, Mehrheiten zu gewichten und auszudrücken, um wie viel mehr man eine Option einer anderen gegenüber bevorzugt, während diese Kriterien – ebenso wie die rangbildenen Verfahren, für die sie entwickelt wurden – diese Informationen nicht berücksichtigen, ist die Aussagekraft dieser Kriterien für die Bewertungswahl umstritten.
Das Later-no-harm-Kriterium ist nicht erfüllt: Die Abgabe einer (niedrigeren) Bewertung für einen nicht favorisierten Kandidaten kann dazu führen, dass dieser Kandidat statt des favorisierten Kandidaten gewählt wird. Angenommen, die Wähler für Kandidat B geben aus taktischen Erwägungen dem Kandidaten A 0 Punkte, während die Wähler für Kandidat A auch dem Kandidaten B Punkte geben, da B immer noch als die bessere Option gegenüber C erscheint. Dann kann es sein, dass B gewinnt, obwohl die A-Wähler, hätten sie ausschließlich für A gestimmt, ihren Kandidaten A hätten durchbringen können.

## Alternativen
Die größte Schwäche der Bewertungswahl mit Durchschnitt ist, dass einige wenige Außenseiter durch Vergabe von Extremwerten das Resultat stark beeinflussen können. Je größer die Skala, desto stärker wird der Effekt. Für dieses Problem gibt es mehrere Lösungsansätze:
- Je nach Skala, können Bewertungen „normalisiert“ werden. Dabei werden die Bewertungsangaben auf der Skala so verteilt, dass die höchste Zustimmung auch die höchste Punktzahl erhält. Dadurch wird auch sichergestellt, dass alle Wählenden einen vergleichbaren Einfluss auf die Wahl nehmen können. Bei dieser Variante der Bewertungswahl spielt die absolute Bewertung keine Rolle, sondern nur die Abstände zwischen den Wahloptionen.
- Eine mögliche Konsequenz ist ein Wertungssystem mit kleinster Skala: Wahl durch Zustimmung (approval voting). Dabei sind nur die Punktewerte 0 und 1 möglich. Kritiker wenden allerdings ein, dass dadurch der Vorteil der Bewertungswahl, nämlich die Möglichkeit des Einzelnen, seine Präferenzen differenziert auszudrücken, verloren geht.
- Im Falle einer differenzierten Skala kann der Einfluss einer kleinen Gruppe strategischer Wähler durch Einführung eines Quorums aufgefangen werden. Eine mögliche Form eines solchen Quorums ist eine Sperrklausel in Analogie zu Parlamentswahlen nach dem Verhältniswahlrecht. Hierbei würden nur Kandidaten berücksichtigt, die von einer festgelegten Mindestzahl der Wähler oder der Wahlberechtigten, z. B. 10 %, bewertet worden sind.
- Eine andere Möglichkeit ist, jedem Kandidaten eine gleiche, festgelegte Anzahl von schlechten Bewertungen als „Handicap“ hinzuzurechnen und über das Gesamtergebnis (abgegebene Bewertungen + „Handicap“) den Durchschnitt zu bilden.
- Auch kann der Einfluss von Extrembenotungen abgemildert werden, indem statt des Durchschnitts der Median oder ein um Extremwerte bereinigter Mittelwert verwendet wird oder mit Streichergebnissen gearbeitet wird.